# جين رينغ فرانك
جين رينغ فرانك (بالإنجليزية: Jane Ring Frank)‏ من مواليد 1960 في لوس أنجلوس، كاليفورنيا هي موزعة أمريكية، ولدت في 1960. قائدة كورال تقود ناشر الموسيقى إي سي شيرمر فيلوفوكس ريكورس كورس. أسست بوسطن الانفصال، احترفت عزف الجوقة في عام 1996، وكانت المديرة الفنية حتى تم حلها في عام 2009. تم تعيينها مديرة الموسيقى في جوقة كانتيموس تشوروس عام 2011

## الحياة الشخصية
التحقت فرانك بجامعة ولاية كاليفورنيا في لونج بيتش حيث درست تحت قيادة فرانك بولر، علاقاتها في هوليوود عميقة حيث قام عمها لورانس فرانك مع والتر فان دي كامب بتأسيس Lawry's the Prime Rib والمطاعم المرتبطة بها مثل Tam O'Shanter و Five Crowns في منطقة لوس أنجلوس الكبرى حيث كان النظامي هم النجوم Fatty Arbuckle، جون واين، والت ديزني وتوم ميكس.كانت والدتها بلانش على اتصال جيد بهوليوود. كانت عمه بلانش رينج الكبرى هي بلانش رينج. مغنية وممثلة أمريكية في إنتاج مسرح برودواي ومسرحيات موسيقية وصور متحركة من هوليوود.

## بداية المهنة
بدأت مهنة فرانك المهنية في وقت مبكر من الحياة مسجلةً غناء احتياطي لـ The Carpenters. بعد الكلية، عملت كموصل مشارك في جوقة الجامعة المكونة من 70 صوتًا، وعازف البيانو في فريق العمل، والمحاضر، والمخرج الموسيقي والموصل لجامعة ولاية كاليفورنيا، قسم الفنون المسرحية في لونغ بيتش. ثم انتقلت إلى بوسطن، ماساتشوستس في عام 1991 لقبول منصب إجراء في جامعة هارفارد.